# Мекинє (Камник)
Мекинє (словен. Mekinje) — поселення в общині Камник, Осреднєсловенський регіон, Словенія. Висота над рівнем моря: 395,6 м.